# Bernáth Géza (jogász)
Bernátfalvi Bernáth Géza (Kocsord, 1845. október 2. – Budapest, 1932. szeptember 12.) jogász, felsőházi tag, a kúria másodelnöke.

## Élete
1867-ben bírósági szolgálatba lépett.1895-ben a szegedi ítélőtábla elnöke, majd 1899-1906-ig igazságügyi államtitkár. Gyakorlati működése során szerzett tapasztalatait, minisztériumi működése alatt, főleg a bírósági szervezet fejlesztésével kapcsolatban értékesítette. 1906-tól a főrendiház, 1927-től a felsőház tagja.
A református egyetemes konvent rendes tagja 1915-1932 között.